# Playa de Serantes
La playa de Serantes, también conocida como playa de Serantes y El Sarrello se encuentra en las inmediaciones del pueblo asturiano de Serantes, en el concejo de Tapia de Casariego (España).
Según el Ministerio de Agricultura, Alimentación y Medio Ambiente, la playa de Sarrello es independiente y presenta características propias. Forma parte de la Costa Occidental de Asturias y presenta protección medioambiental por estar catalogada como ZEPA y LIC.

## Descripción
Durante los fines de semana tiene una afluencia masiva. Los accesos pueden ser rodados hasta unos 500 metros de la playa y su peligrosidad es media. Los pueblos más cercanos son los de Cornayo y Serantes. El acceso desde Serantes hacia «El Serrallo» está bien señalizado desde Serantes donde, siguiendo la pista indicada, se llega muy bien hasta un aparcamiento remodelado últimamente.
Es una playa de unos 250 metros de longitud y una anchura media de 150 metros. Está situada en la desembocadura del río Tol que lo hace por la zona oeste. Tiene la arena tostada oscura y grano de tamaño mediano. En bajamar se une con la Playa de Mexota, tiene marismas y un campo dunar. En bajamar también se puede ir caminando hacia el oeste hasta llegar a la playa pequeña contigua de «El Serrallo» y posteriormente hasta la playa de Mexota.
Tienen equipo de vigilancia, un camping próximo, duchas, aparcamiento y papeleras. Es una playa muy apta para toda la familia.